# Фокер F.6
Фокер F.6 је холандски ловачки авион. Авион је први пут полетео 1921. године. 

Десетак примерака је продато САД.
Највећа брзина авиона при хоризонталном лету је износила 232 km/h.
Распон крила авиона је био 12,0 метара, а дужина трупа 7,94 метара.

## Наоружање
| Наоружање авиона: Фокер        |             |
| Ватрено (стрељачко) наоружање  |             |
| Топ                            |             |
| Митраљез                       |             |
| Број и ознака митраљеза        | 1 + 1       |
| Калибар                        | 7,62 и 12,7 |
| Бомбардерско наоружање (бомбе) |             |
| Ракетно наоружање (ракете)     |             |